# Brittany Crew
Brittany Crew (ur. 6 marca 1994 w Toronto) – kanadyjska lekkoatletka, specjalizująca się w pchnięciu kulą.
Brązowa medalistka młodzieżowych mistrzostw NACAC (2014). W 2015 stanęła na najniższym stopniu podium uniwersjady. W 2016 reprezentowała Kanadę na igrzyskach olimpijskich w Rio de Janeiro, podczas których zajęła 18. miejsce w eliminacjach i nie awansowała do finału. Rok później uplasowała się na szóstej pozycji w mistrzostwach świata w Londynie.
Startuje także w rzucie dyskiem. Ma na swoim koncie brąz młodzieżowego czempionatu NACAC w tej konkurencji.
Złota medalistka mistrzostw Kanady.
Rekordy życiowe: stadion – 19,28 (1 września 2019, Berlin) były rekord Kanady; hala – 18,81 (8 lutego 2020, Toronto) były rekord Kanady.

## Osiągnięcia
| Rok  | Impreza                       | Miejsce        | Lokata            | Wynik |
| ---- | ----------------------------- | -------------- | ----------------- | ----- |
| 2012 | Mistrzostwa świata juniorów   | Barcelona      | el. – 17. miejsce | 14,03 |
| 2014 | Młodzieżowe mistrzostwa NACAC | Kamloops       | 3. miejsce        | 16,59 |
| 2015 | Uniwersjada                   | Gwangju        | 3. miejsce        | 17,27 |
| 2016 | Igrzyska olimpijskie          | Rio de Janeiro | el. – 18. miejsce | 17,45 |
| 2017 | Mistrzostwa świata            | Londyn         | 6. miejsce        | 18,21 |
| 2017 | Uniwersjada                   | Tajpej         | 1. miejsce        | 18,34 |
| 2018 | Halowe mistrzostwa świata     | Birmingham     | 10. miejsce       | 17,61 |
| 2018 | Igrzyska Wspólnoty Narodów    | Gold Coast     | 3. miejsce        | 18,32 |
| 2019 | Uniwersjada                   | Napoli         | 7. miejsce        | 17,07 |
| 2019 | Igrzyska panamerykańskie      | Lima           | 2. miejsce        | 19,07 |
| 2019 | Mistrzostwa świata            | Doha           | 8. miejsce        | 18,55 |
| 2021 | Igrzyska olimpijskie          | Tokio          | el. –             | NM    |